# Chiesa di San Vittore (San Vittore Olona)
La chiesa di San Vittore è la parrocchiale di San Vittore Olona, in città metropolitana ed arcidiocesi di Milano; fa parte del decanato di Legnano.

## Storia
La prima citazione di una cappella a San Vittore risale al Basso Medioevo ed è contenuta nel Liber Notitiae Sanctorum Mediolani di Goffredo da Bussero, grazie al quale s'apprende che era filiale della pieve dei Santi Gervasio e Protasio di Parabiago.
Nel Quattrocento venne realizzata la nuova chiesa, che fu eretta a parrocchiale nel 1576.
Nella Nota parrocchie Stato di Milano del 1781 si legge che, al censimento dell'anno precedente, i fedeli sanvittoresi risultavano ammontare a 446; nel XIX secolo la chiesa venne ampliata e restaurata.
Con l'aumento della popolazione, all'inizio del XX secolo questo edificio si dimostrò insufficiente a soddisfarne le esigenze; così, nel 1923, iniziarono i lavori di costruzione della nuova parrocchiale. La chiesa, disegnata dall'ingegnere Roberto Dell'Acqua, fu portata a compimento e benedetta nel 1925; alcuni interventi di abbellimento terminarono dopo la seconda guerra mondiale e la consacrazione venne impartita il 12 settembre 1947 dall'arcivescovo Alfredo Ildefonso Schuster.

## Descrizione
La facciata a capanna della chiesa, rivolta a nordest e rivestita in mattoni a faccia vista, è scandita da due lesene laterali, poggianti su un alto basamento marmoreo, e presenta al centro il portale d'ingresso strombato e lunettato e sopra due finestre a sesto acuto; sotto la linea di gronda vi sono delle loggette abbellite da archetti a tutto sesto.
Annesso alla parrocchiale è il campanile a base quadrata, caratterizzato dai quadranti dell'orologio, la cella presenta una monofora per lato ed è coronata dalla guglia circolare.